# Cohors XV Voluntariorum
La Cohors XV Voluntariorum civium Romanorum fue una unidad auxiliar del Ejército romano, del tipo Cohors quinquagenaria peditata, creada a comienzos del siglo I y destruida a finales del segundo tercio del siglo III. La mayor parte de esos dos siglos y medio estuvo adscrita al distrito militar, luego provincia, de Germania Inferior.

## Reclutamiento

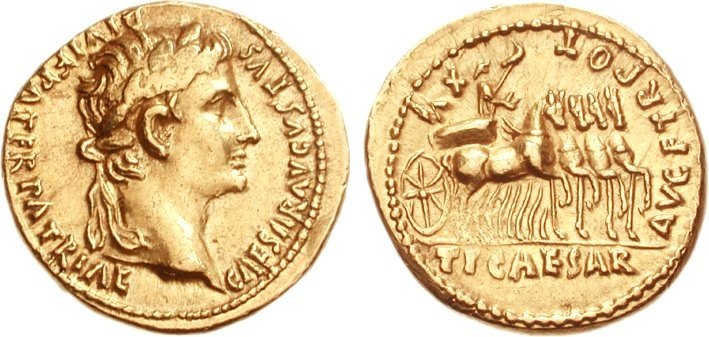
Áureo emitido en la ceca de Lugdunum (Lyon, Francia) en 13-14 con retrato y titulatura imperial del emperador Augusto, quien reclutó en 9 la Cohors XV Voluntariorum.

Esta cohorte fue reclutada por orden de Augusto, después de la catastrófica derrota de Publius Quintilius Varo en la Batalla del bosque de Teutoburgo del año 9, para reforzar el Limes Germanicus, desprotegido después de la destrucción de tres legiones y sus unidades auxiliares anejas, tres alas de caballería y seis cohortes de infantería. 
Ante esta situación de emergencia, creada por la muerte simultánea y repentina de más de 15.000 soldados profesionales, Augusto ordenó la realización de levas extraordinarias en Italia y, dada la amenaza de los germanos de Arminio y la desprotección de las fronteras, permitió el encuadramiento de numerosos libertos, ciudadanos romanos con derechos restringidos por su origen servil, en unidades de infantería auxiliar, que en vez de ser mandadas por un Praefectus cohortis lo fueron por un Tribunus Cohortis, y, aunque Suetonio afirma lo contrario, se les permitió vestir y armarse de la misma forma que las legiones, recibiendo de Augusto en su testamento la misma consideración que las unidades legionarias.
La nueva Cohors XV Voluntariorum fue enviada a la frontera del Rin destinada al distrito militar de Germania Inferior, como parte de las unidades auxiliares de la base de Ara Ubiorum (Colonia, Alemania), campamento doble de la Legio I Germanica y de la Legio XX Valeria Victrix, legiones a las que debió estar asignada hasta la conversión de esta fortaleza en la Colonia Claudia Agrippina y su casi total desmilitarización. Con estas unidades debió participar en las operaciones dirigidas por el futuro emperador Tiberio entre 10 y 12 y en las campañas de Germánico al otro lado del Rin de 15 a 17.

## Operaciones bajo losJulio-Claudios

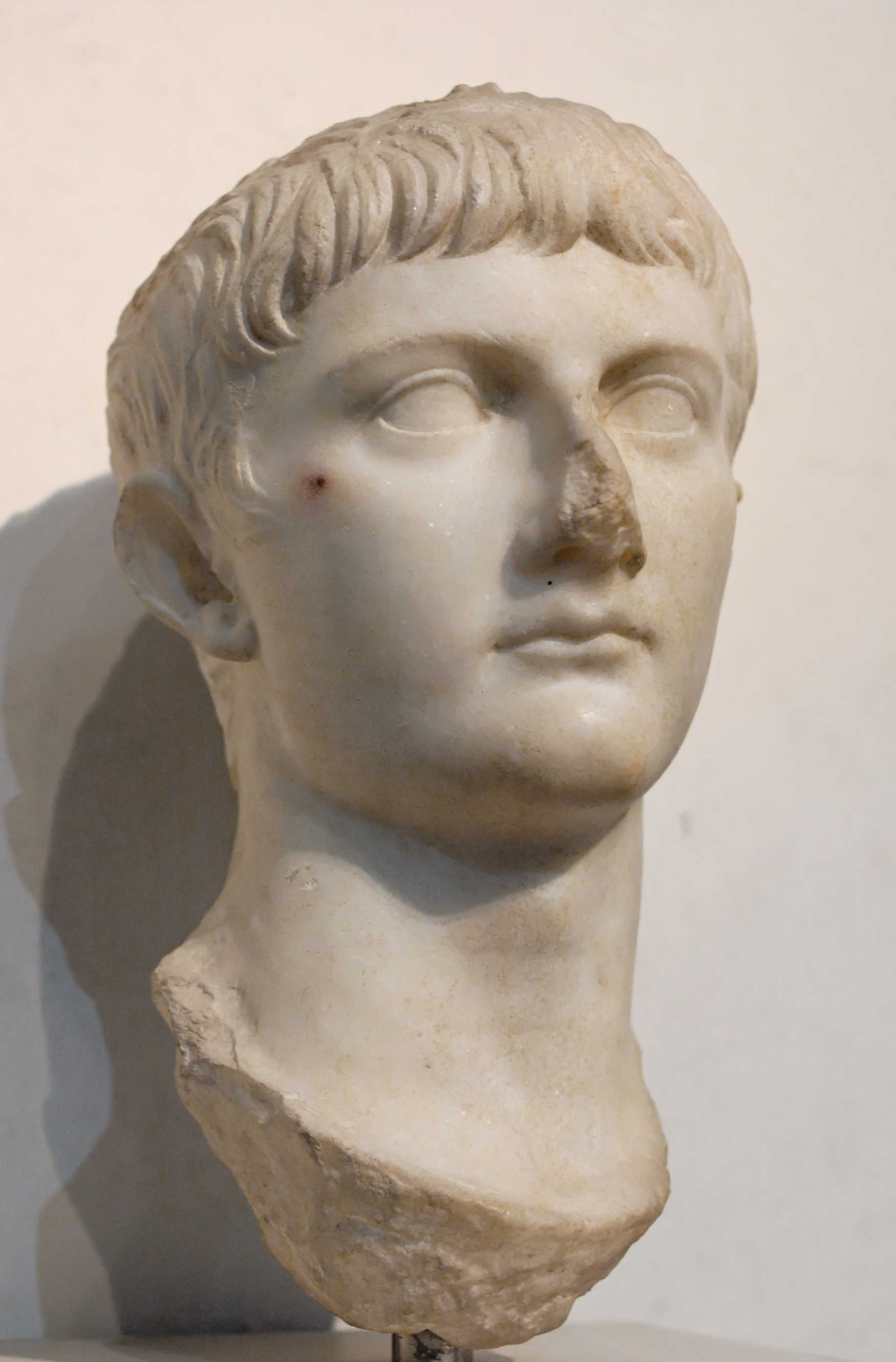
Busto de Germánico, quien realizó una serie de campañas de estabilización de la frontera germana entre 15 y 17 hasta derrotarr a los queruscos de Armino, operaciones en las que participó la Cohors XV Voluntariorum civium Romanorum.

Aprovechando la relativa tranquilidad de la frontera renana después de las duras operaciones de castigo realizadas por Germánico, la cohorte fue asignada temporalmente a la Legio IX Hispana procedente de su base en Siscia (Sisak, Croacia), entre 21 y 24, y enviada a la provincia Africa Proconsularis para participar en las campañas contra los musulamios liderados por Tacfarinas, sirviendo a las órdenes del gobernador nombrado por Tiberio, Quintus Iunius Blaesus. Fue acantonada en la base de la Legio III Augusta en Ammaedara (Haïdra, Túnez).
Bleso logró derrotar a Tacfarinas en 24, y la cohorte debió ser reenviada a Germania poco después, pero, aunque ignoramos cual fue su campamento, debió estar adscrita a las legiones de Vetera (Xanten, Alemania), con la Legio V Alaudae y la Legio XXI Rapax, o a la legión de Novaesium (Neuss, Alemania) con la XX Valeria Victrix.
Desde una de esas bases, colaboró en la explotación de la roca caliza de las canteras de Bröhl (Alemania), desde las cuales se abastecía de piedra a todas las construcciones romanas del limes y de las principales civitates de la provincia Germania Inferior.
También participó en las operaciones militares desarrolladas en la frontera del Rin bajo los emperadores Calígula, Claudio I y Nerón, incluyendo la construcción por parte de Corbulón en 47-48 de un canal de comunicación entre los ríos Rin y Mosa, llamado en su honor fossa Corbulonis.

## La unidad bajo los Flavios

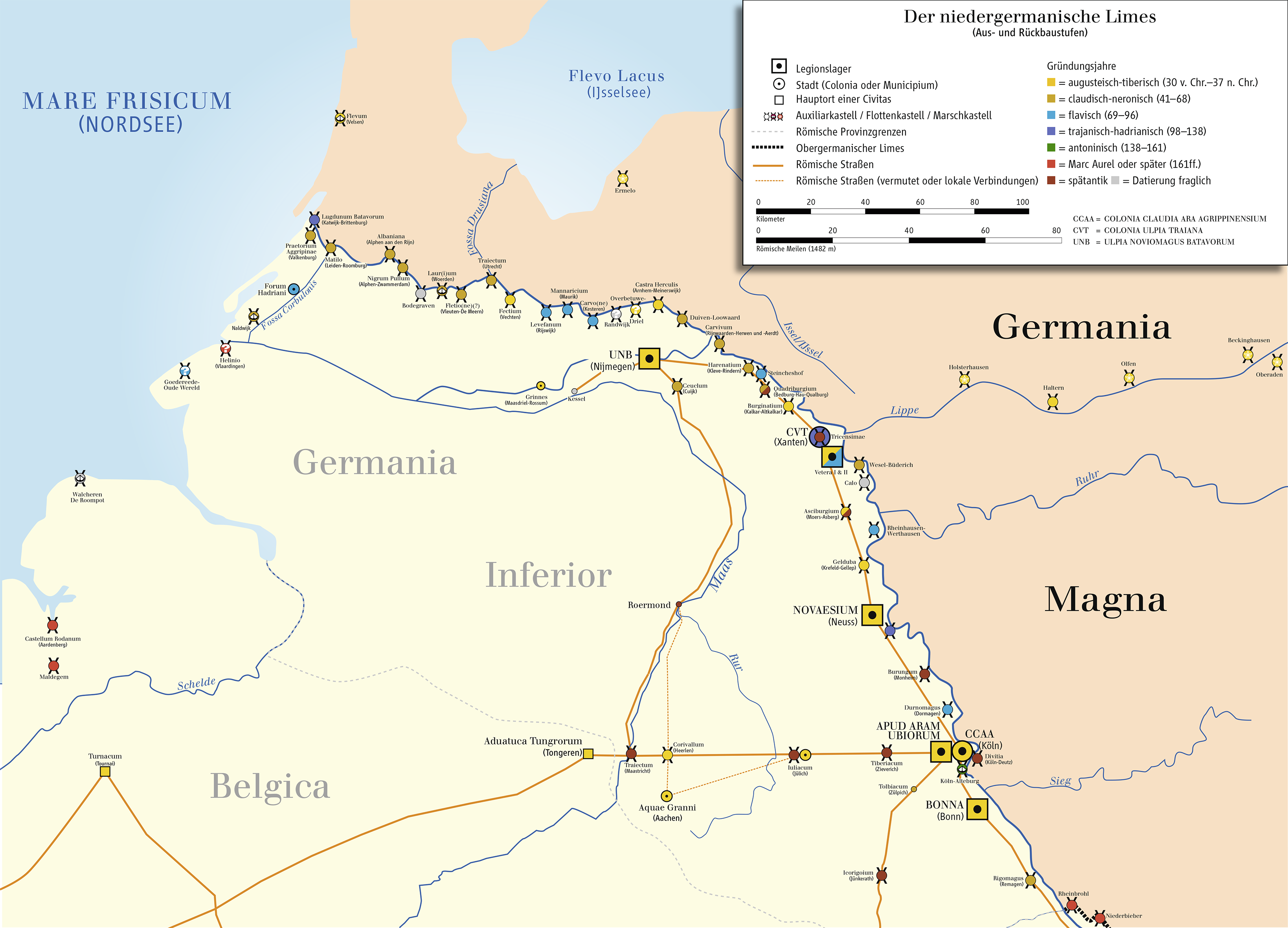
El Limes Germanicus en Germania Inferior: Campamentos, ciudades y vías de comunicación.

La información sobre la Cohors XV Voluntariorum durante el año de los cuatro emperadores no permite saber a quienes de esos emperadores prestó juramento, pero consiguió sobrevivir manteniénose leal al Imperio durante los turbulentos meses de la Rebelión de los bátavos y no fue disuelta.
Aplastada la rebelión, rechazados los germanos del otro lado del Rin y pacificada la frontera, como castigo a los bátavos y a sus aliados cananefates, en época de la dinastía Flavia, bajo Vespasiano, hacia 75, la cohorte fijó su campamento en Laurum (Woerden, Países Bajos), en la desembocadura del Rin, en el corazón del territorio que se había sublevado en contra de Roma a las órdenes de Iulius Civilis, y, aproximadamente, a medio camino entre la fossa Corbulonis y la fossa Drusiana, en la zona de responsabilidad de la Legio X Gemina desde su campamento de Noviomagus Batavorum (Nimega, Países Bajos). 
Desde su base, mantuvo algún tipo de vexillatio en Colonia Claudia Agrippina, ya que se documenta un ladrillo con su figlina en el embarcadero de la Classis Germanica en esta localidad. También mantuvo destacamentos en el fuerte de Nigrum Pullum (Zwammerdam, Países Bajos), cercano a su base de Laurum, donde se documentan materiales de construcción sellados con su figlina.
Durante el imperio de Domiciano, como todas las unidades del ejército de Germania Inferior, recibió los títulos de Pia Fidelis Domitiana, por su lealtad a este emperador durante la revuelta de Lucius Antonius Saturninus en 89, simplificados a Pia Fidelis tras la damnatio memoriae de Domiciano ordenada por el Senado después de su asesinato en 96 y el nombramiento de Nerva como emperador.

## ElsigloII

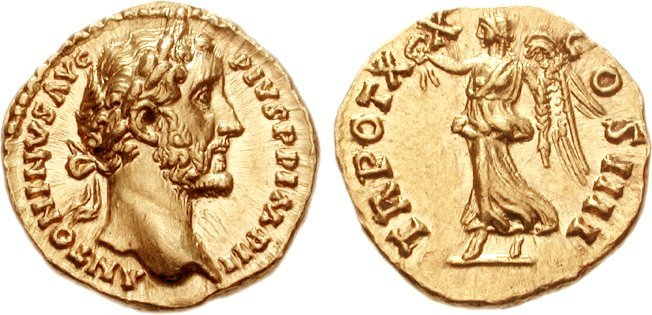
Áureo acuñado en 156-157 en Roma a nombre del emperador Antonino Pío, bajo cuyo imperio fueron emitidos los tres diplomas militares que conservamos de la Cohors XV Voluntariorum.

Los testimonios sobre la cohorte en este siglo, descontando ladrillos con su figlina, son reducidos. 
Así, bajo el imperio de Trajano, a comienzos del siglo, fue dirigida por el Tribunus Cohortis Marco Artorio Priscilo Vicasio Sabiniano, en cuya inscripción se hace constar que la unidad recibió los epítetos complementarios de civium romanorum, asignados a la cohorte en su época de fundación por el emperador Augusto.
También, sabemos que la unidad continuaba formando parte del ejército de la provincia Germania Inferior bajo Antonino Pío, a través de la información proporcionada por dos diplomas de origen desconocido fechados el día 5 de septiembre de 152, que nos indican que el Tribuno de la unidad era Quinto Gavio Próculo, comandante ya conocido a través de otra inscripción italiana, que recoge su cursus honorum ecuestre completo; estos diplomas son importantes también porque mencionan sendos infantes de nombre no romano, y, además, el primer diploma regoge una lista con siete soldados que firman como testigos, todos ellos de nombre inequívocamente romano.
Otro diploma también datado en el imperio de Antonino Pío, aunque de fecha incierta, abunda en la pertenencia de la Cohors XV Voluntariorum a la guarnición de la provincia Germania Inferior.

## ElsigloIIIy el final de la cohorte

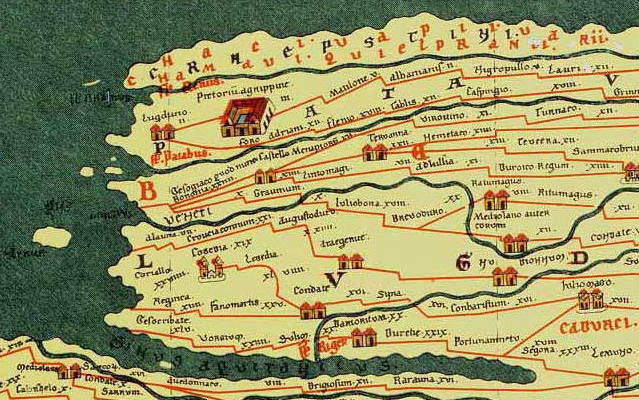
Fragmento de la Tabula Peutingeriana en el que se representa la zona de la desembocadura del Rin con la situación del campamento de la Cohors XV Voluntariorum en Laurum y los lugares en los que mantuvo destacamentos como Matilo y Nigrum Pulum.

Bajo el emperador Septimio Severo, después de su victoria en la guerra civil sobre Clodio Albino de 197, en 197-198, la cohorte reconstruyó un arsenal (en latín armamentaria) situado en Matilo (Roomburg, Países Bajos), no lejos de su base, siguiendo las órdenes del gobernador de Germania Inferior Gayo Valerio Pudente; así mismo, mantuvo una vexillatio en este lugar bajo este mismo emperador en 200-201.
En la mencionada localidad también fue encontrada una funda de cuero de un escudo de tipo legionario -scutum-, en la que se distinguían grabadas las marcas de cuatro capricornios con colas de pez (¿el emblema de la unidad?) rodeando por las esquinas una tabula ansata, que contiene la inscripción Coh(o)r(s)/ XV Vol(untariorum).

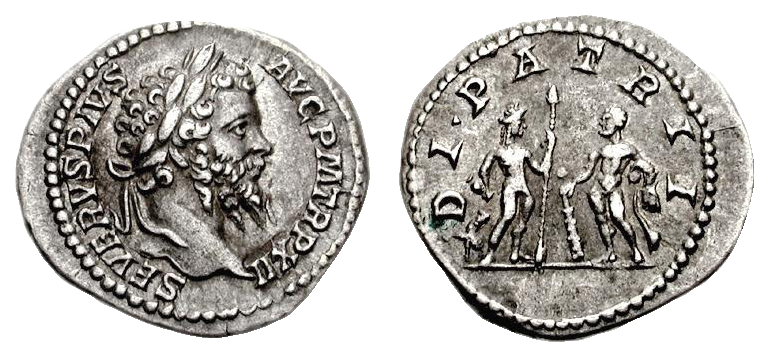
Denario acuñado por Septimio Severo en Roma en 204 recordando los juegos seculares; este emperador ordenó a la Cohors XV Voluntariorum civium Romanorum reparar el arsenal de Matilo.

En algún momento del siglo III, entre 200 y 253, pero posiblemente bajo los Severos, la cohorte fue mandada por un Tribunus de nombre desconocido.
Desconocemos la trayectoria posterior de esta unidad, pero probablemente fue destruida hacia 260 por los alamanes, quienes, aprovechando las discordias entre Salonino, hijo del emperador Galieno, y Póstumo, que condujeron a la creación del Imperio Gálico, arrasaron su base en el castellum de Laurum y todo el dispositivo defensivo del ejército romano en el limes del bajo Rin.

## Notas

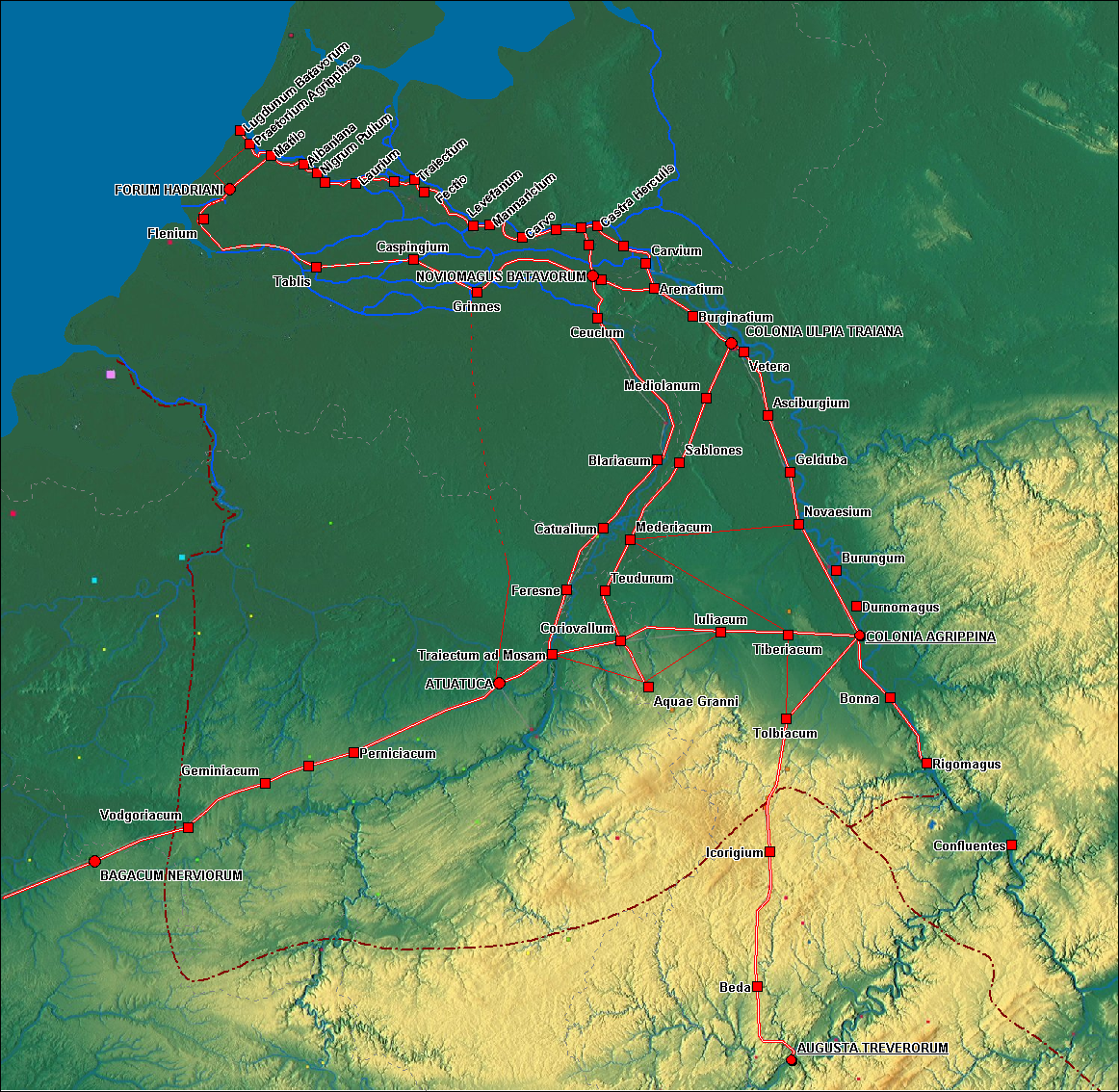
Mapa de Germania Inferior en el que aparecen las principales ciudades y bases del ejército romano, unidos por la red de calzadas; sobre una parte de ellos actuó directamente la Cohors XV Voluntariorum civium Romanorum.

## Bibliografía

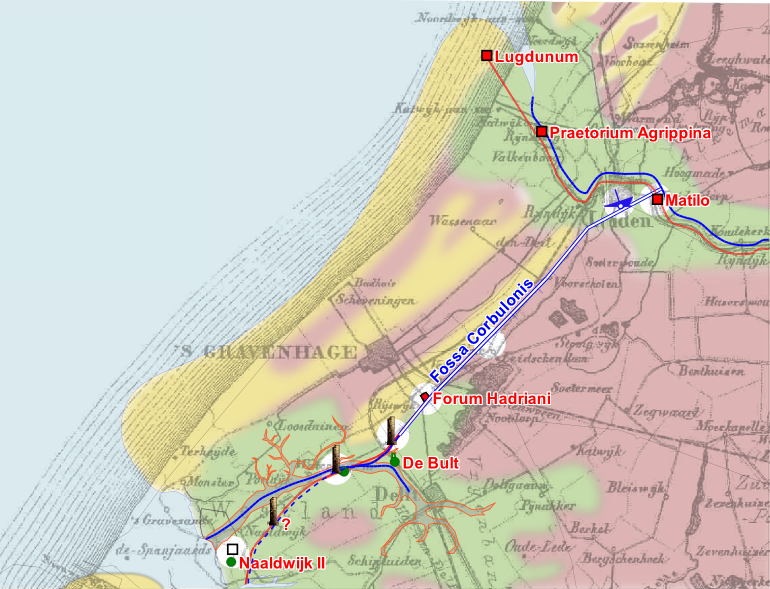
La Fossa Corbulonis canal excavado por orden de Corbulón a partir de 47 para comunicar la desembocadura del Rin con la del Mosa, en la zona de influencia directa de la Cohors XV Voluntariorum civium Romanorum.